# محمد بن عبد الرحمن الهدلق
محمد بن عبد الرحمن الهدلق (1363هـ - 1445هـ / 1944م - 2024م) باحث وناقد وأستاذ جامعي سعودي، ورئيس مجلس أمناء مركز الملك عبد الله بن عبد العزيز الدولي لخدمة اللغة العربية.

## ولادته وتحصيله
ولد محمد بن عبد الرحمن الهدلق في محافظة شقراء، عام 1363هـ/ 1944م، وهو متخصص في النقد الأدبي والبلاغة. حقّق عددًا من كتب التراث العربي، وصدرت له العديد من المؤلفات منها كتاب (في الثقافة النقدية)، وكتاب (قراءات في البيان العربي). حصل على الإجازة (البكالوريوس) في اللغة العربية من كلية اللغة العربية في الرياض عام 1386هـ/ 1966م.
ثم على العالِمية (الماجستير) في اللغة العربية من جامعة أدنبرة ببريطانيا عام 1395هـ / 1975م، وعلى العالِمية العالية (الدكتوراه) في اللغة العربية من جامعة أدنبرة عام 1398هـ/ 1978م.

## عمله ووظائفه
بدأ الهدلق مسيرته العملية مدرسًا في قسم اللغة العربية بكلية الشريعة والدراسات الإسلامية بمكة المكرمة عام 1398هـ، ثم انتقل إلى الرياض أستاذًا مساعدًا بقسم اللغة العربية وآدابها بكلية الآداب في جامعة الملك سعود. ثم رُقِّي إلى مرتبة أستاذ مشارك عام 1404هـ، ثم نال مرتبة الأستاذية (بروفيسور) عام 1415هـ.
تولى رئاسة قسم اللغة العربية بكلية الآداب بجامعة الملك سعود من 1403 إلى 1405هـ، ثم عُيِّن عميدًا لكلية الآداب بجامعة الملك سعود من 1418 إلى 1422هـ. ثم عميدًا لكلية الدراسات العليا بجامعة الملك سعود. وأشرف على عدد من رسائل الماجستير والدكتوراه، واشترك في مناقشتها.
تولى رئاسة مجلس أمناء مركز الملك عبد الله بن عبد العزيز الدَّولي لخدمة اللغة العربية عام 1432هـ/ 2010م.
وكان عضوَ مجلس الأمناء في مركز حمد الجاسر الثقافي، وعضو هيئة تحرير مجلة العرب. وعضوًا في عدد كبير من اللجان في جامعة الملك سعود وخارجها.

## كتبه ومؤلفاته
- (قراءات في البيان العربي).
- (رسائل تراثية في النقد والبلاغة) صدر عن كرسي الدكتور عبد العزيز المانع لدراسات اللغة العربية وآدابها بجامعة الملك سعود عام 2016. وتضمَّن الكتاب ثلاث رسائل تراثية في النقد والبلاغة، الأولى بعنوان: «رسالة في استخراج المعمَّى» لابن طباطبا العلوي، والثانية لأبي إسحاق الصابئ، بعنوان: «رسالة في الفرق بين المترسِّل والشاعر». والرسالة الثالثة لتقي الدين السُّبكي، بعنوان: «الإغريض في الحقيقة والمجاز والكناية والتعريض».[8]
- (في الثقافة النقدية) صدر عن كرسي الدكتور عبد العزيز المانع عام 2017. وتضمَّن خمسة أبحاث نقدية وثقافية هي: «الثقافة النقدية لأبي الطيب المتنبي»، و«الحِجاج بشأن الأحقية بالخلافة بين أبي جعفر المنصور والنفس الزكية»، و«أنموذج الشعر العربي القديم وموقف أبي تمام منه»، و«الهزروف والقول الشعري: المصطلح والدلالة»، و«المفاضلة بين الشعر والنثر في التراث النقدي العربي».[9]
- (سجالات حول المعنى) صدر عن كرسي الدكتور عبد العزيز المانع عام 2018.[10] وتضمَّن الكتاب سبع دراسات هي: «تأويل الشريف المرتضى للنص الشعري، ونقد أم جندب لشعر امرئ القيس وعلقمة الفحل، وشعر امرئ القيس في نظر ناقدين من القيروان، وخلاف بين أديبين أندلسيين في المفاضلة بين أبي اسحاق الصابئ وبديع الزمان الهمذاني، ورأي حازم القرطاجني من قضية الغموض في الشعر، ورأي حازم القرطاجني في قضية الصدق والكذب في الشعر، وموقف ابن المعتز من شعر أبي تمام».[11]

## دراساته وبحوثه
نشر الهدلق عشرات البحوث النقدية في المجلات العلمية، وأعاد نشر بعضها في إصداراته، ومن أبرز دراساته وبحوثه:
1. النقد الأدبي في مقامات الحريري.[12]
2. ابن قتيبة وآراؤه التربوية.
3. زين الدين الرازي وأعماله البلاغية والنقدية.
4. ظلامة أبي تمام للخالدي: الرؤيا والواقع.
5. قصيدة أبي إسحاق الإلبيري إلى باديس بن حبوس الصنهاجي: دوافعها وتأثيرها على أهل غرناطة.
6. أسطورة يونانية في مقامة لبديع الزمان الهمذاني.
7. دعوى سرقة الشعر بين السَّرِي الرفَّاء والخالديين.
8. مآخذ ابن معقل الأزدي على شرَّاح ديوان أبي الطيب المتنبي.
9. موقف موسى بن عزرا من البيان العربي.[13]

## محاضراته
- محاضرة «الإنسان في رسالة ابن فضلان» قدمها في مركز حمد الجاسر الثقافي 2016.[14]
- محاضرة «جوانب من سيرة الدكتور عبد الرحمن الشبيلي العلمية والعملية» ألقاها في مجلس حمد الجاسر بالاشتراك مع الدكتور عبد العزيز بن سلمة عام 2017.[15]

## تكريمه
- كُرِّم في نادي الرياض الأدبي في مناسبة الاحتفاء باليوم العالمي للغة العربية عام 2014.[16]
- كُرِّم في ثلوثية محمد المشوح يوم الثلاثاء 20 فبراير (شُباط) 2018م، بحضور نخبة من المتخصصين والمثقفين والإعلاميين.

## وفاته
توفي محمد بن عبد الرحمن الهدلق في الرياض، يوم الأحد 25 جُمادى الآخرة 1445هـ الموافق 7 يناير (كانون الثاني) 2024م. وصُلِّي عليه عصر اليوم التالي الاثنين بجامع الراجحي الكبير، ودُفن في مقبرة النسيم.